# 近地小行星追踪
近地小行星追踪（英語：Near Earth Asteroid Tracking，縮寫：NEAT），是美國太空總署及噴氣推進實驗室搜索近地小行星的計劃。該計劃於1995年12月正式啟動。首位首席研究員為埃莉諾·赫琳，副研究員為Steven H. Pravdo及David L. Rabinowitz。
NEAT獲美國空軍准許使用於夏威夷海勒卡拉火山的GEODSS（Ground-based Electro-Optical Deep Space Surveillance地面光電深空監測）望遠鏡，此闊視場望遠鏡是空軍用來觀測人造衛星的。NEAT小組為它設計了一台電荷耦合器件照相機和電腦系統，該照相機像素為4096×4096，視場達1.2°×1.6°。
由2001年4月開始，帕洛馬山天文台1.2米口徑的塞繆爾·奧斯欽望遠鏡亦投入了服務，此望遠鏡配備了112顆2400×600像素的CCD。小行星夸歐爾、塞德娜及矮行星厄里斯，皆是由這台望遠鏡發現的。
除了發現數以千計的小行星外，NEAT亦發現很多彗星（因此現時有很多叫「尼特」的彗星），甚至高自行速度的蒂加登星。
為表揚這計劃的貢獻，小行星64070便是以NEAT來命名的。

## 影像數據庫
NEAT計劃把巡天的影像在網絡上公開，不少天文愛好者翻查該資料庫，發現數以千計未有記錄的小行星，這些小行星多數屬於小行星帶，並不屬於NEAT原來的調查對象。2003年起，發現這類「NEAT數據庫小行星」的人士不會再獲得該小行星的命名權。此外，對於新發現的天體，亦可查找是否存在於NEAT影像數據庫內，以便改善軌道數據。

## 外部連結
- NEAT（英語）
- 尋找NEAT小行星的步驟 （页面存档备份，存于）